# Dar Salah
Dar Salah – wieś w Palestynie, w muhafazie Betlejem. Według danych Palestyńskiego Centralnego Biura Statystycznego w 2016 roku miejscowość liczyła 4245 mieszkańców.